# Demvamvit Corona
La Demvamvit Corona è una struttura geologica della superficie di Venere.